# اچ‌ام‌اس فورسایت (اچ۶۸)
اچ‌ام‌اس فورسایت (اچ۶۸) (به انگلیسی: HMS Foresight (H68)) یک کشتی بود که طول آن ۳۱۸ فوت ۳ اینچ (۹۷٫۰۰ متر) بود. این کشتی در سال ۱۹۳۴ ساخته شد.